# أحمد أباد (جلغة بهاباد)
أحمد أباد (بالفارسية: احمدآباد) هي قرية تقع في إيران في قسم جلغة الريفي. يقدر عدد سكانها بـ 1,085 نسمة .